# Ентомологічний сачок

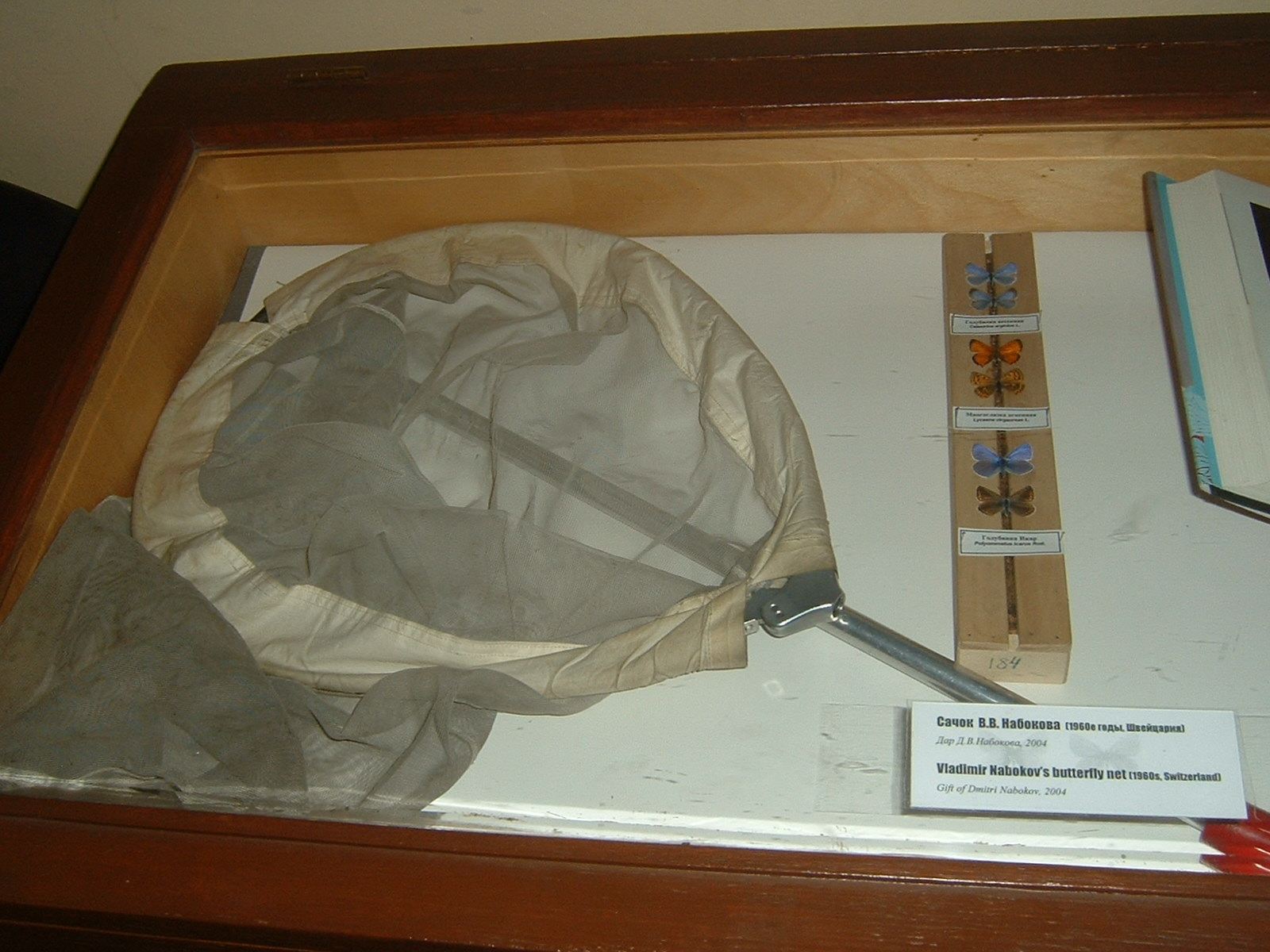
Ентомологічний сачок Володимира Набокова

Ентомологічний сачок — спеціальний різновид  сачка, що використовується для вилову  комах.

## Загальна характеристика
Існує досить багато різних конструкцій ентомологічних сачків. Усі їх можна розділити на два основних типи:
- Складні сачки, знімні
- Сачки прості, не складні, не знімаються з ручки.

Всі сачки складаються з обруча, сполученого з ручкою і мішком. Обруч найчастіше має форму кола. Діаметр обруча може варіювати в широких межах від 20 см (для вилову дрібних метеликів) до 80 — 100 см (для вилову великих тропічних комах). Довжина ручки також може бути різною від 0,5 до 1 — 1,5 м. Максимальна довжина ручки сачка може досягати 8 — 10 метрів при лові метеликів, що мешкають в лісових кронах дерев. Найпопулярнішими є телескопічні складні ручки, довжину яких можна регулювати за потребою.
Промислові сачки, як правило, виготовляються з полегшених сплавів, титану, вуглепластику, що забезпечує їх міцність і малу вагу. Зазвичай вони мають телескопічні ручки, завдовжки від 50 см до 1.5 м. Мішки таких сачків виготовляються з тонкої сітки з синтетичних матеріалів. Глибина мішка становить 60 — 90 см. Обручі таких сачків також часто виготовляються доладними.